# Ischioscia hanagarthi
Ischioscia hanagarthi är en kräftdjursart som beskrevs av Helmut Schmalfuss1980. Ischioscia hanagarthi ingår i släktet Ischioscia och familjen Philosciidae. Inga underarter finns listade i Catalogue of Life.